# Jorge Luis Rojas
Jorge Luis Rojas Meza (Concepción, Paraguay, 7 de enero de 1993) es un futbolista paraguayo. Juega de extremo y su equipo actual es el Independiente F.B.C. de la Segunda División de Paraguay.

## Trayectoria

### Cerro Porteño
Se inició en las divisiones inferiores del Club Cerro Porteño, club con el cual haría su debut con el primer equipo en la fase de grupos de la Copa Libertadores 2011 contra el Deportivo Táchira. El resultado fue 2-0 a favor del conjunto azulgrana. Se destaca por su gran velocidad y dominio del balón a la carrera. En esa misma competición, también en la fase de grupos su técnico, Leonardo Astrada, lo volvería a tomar en cuenta para el partido contra el Santos de Brasil que su equipo acabaría perdiendo por 2-1. Más tarde, en lo que restó del año no tendría tanta regularidad. 
En el 2012 con la llegada de Jorge Fossati como nuevo técnico del conjunto de Barrio Obrero, Rojas llegaría a tener más regularidad con el primer equipo disputando varios partidos de Primera División, al punto de conformar la nómina de 25 jugadores que utilizaría Cerro Porteño para la Copa Sudamericana 2012, competición en la que disputaría los partidos de vuelta en la primera fase, contra el O'Higgins chileno que terminaría 4-0 a favor del conjunto paraguayo y en los cuartos de final, contra el Club Atlético Tigre de Argentina, ante el que Cerro Porteño terminaría perdiendo por 4-2.

### SL Benfica
El 3 de marzo de 2013, se confirma su traspaso al Benfica de Portugal, pero su partida de la entidad azulgrana se haría efectiva recién a mediados del 2013.
Habiendo terminado el primer semestre del 2013 en Cerro Porteño, Rojas fichó por el Benfica donde inmediatamente pasó al equipo filial del mismo, el Benfica B, que en ese tiempo se encontraba en la Liga de Honra, segunda división del fútbol de Portugal. En el Benfica B no tuvo mucha participación, así que fue cedido por el Benfica al C.F. Os Belenenses equipo que también se encontraba en segunda división de Portugal, pero volvió a no tener muchas oportunidades en su nuevo equipo.

### Gimnasia y Esgrima La Plata
Luego de un año en Portugal y sin haber tenido la participación esperada, Rojitas fue a Argentina para fichar por el Club de Gimnasia y Esgrima La Plata en forma de cedido durante 18 meses.

## Selección nacional
Rojas ha participado de la selección Sub-17 y la Sub-20, pero su debut con la selección mayor fue el 22 de febrero de 2012 en un amistoso contra Guatemala con Francisco Arce como seleccionador albirrojo, juego que terminaría ganando el conjunto paraguayo por 2-1.
En el 2013, Rojas disputó con la Selección Sub-20 de Paraguay el Campeonato Sudamericano de la categoría, con el cual obtuvo el subcampeonato clasificándose así para participar de la Copa Mundial de Fútbol Sub-20 de 2013, competición en la que volvería a participar, pero su selección no tendría una participación muy relevante siendo eliminado en octavos de final. Este mismo año Rojas volvería a ser convocado para la selección mayor, por el entrenador Victor Genes, para disputar un amistoso contra la Selección de Alemania, en el cual ingreso en le etapa complementaría del partido y terminaría con el marcador de 3-3.
Su última convocatoria para la Selección data para los amistosos internacionales fecha FIFA del 3 y 7 de septiembre de 2014.

### Goles en la selección
| Goles con la selección de Paraguay | Goles con la selección de Paraguay | Goles con la selección de Paraguay | Goles con la selección de Paraguay | Goles con la selección de Paraguay | Goles con la selección de Paraguay | Goles con la selección de Paraguay | Goles con la selección de Paraguay | Goles con la selección de Paraguay |
| Resultados                         | Resultados                         | Resultados                         | Resultados                         | Lugar                              | Estadio                            | Fecha                              | Tipo                               | Goles                              |
| ---------------------------------- | ---------------------------------- | ---------------------------------- | ---------------------------------- | ---------------------------------- | ---------------------------------- | ---------------------------------- | ---------------------------------- | ---------------------------------- |
| Paraguay                           | 1                                  | 2                                  | Colombia                           | Asunción                           | Estadio Defensores del Chaco       | 15 de octubre de 2013              | Eliminatorias Sudamericanas 2014   | 1 gol                              |

Para un total de 1 gol

## Estadísticas

### Clubes
Actualizado al último partido jugado el 5 de octubre de 2020.
| Cerro Porteño Paraguay |               |               |     |    |   |    |    |     |     |    |
| 1ª | 2011          | 19            | 0   | —  | — | 2  | 0  | 21  | 0   |    |
| 1ª | 2012          | 32            | 0   | —  | — | 3  | 0  | 35  | 0   |    |
| 1ª | 2013          | 4             | 0   | —  | — | 2  | 0  | 6   | 0   |    |
| 1ª | 2016          | 21            | 1   | —  | — | 11 | 0  | 32  | 1   |    |
| 1ª | 2017          | 43            | 6   | —  | — | 6  | 1  | 49  | 7   |    |
| 1ª | 2018          | 32            | 4   | —  | — | 8  | 0  | 40  | 4   |    |
| Total club | Total club    | 151           | 11  | 0  | 0 | 32 | 1  | 184 | 12  |    |
| Benfica Portugal |               |               |     |    |   |    |    |     |     |    |
| 2ª | 2013          | 17            | 2   | —  | — | —  | —  | 17  | 2   |    |
| Total club | Total club    | 17            | 2   | 0  | 0 | 0  | 0  | 17  | 2   |    |
| Belenenses Portugal |               |               |     |    |   |    |    |     |     |    |
| 1ª | 2014          | 6             | 0   | —  | — | —  | —  | 6   | 0   |    |
| Total club | Total club    | 6             | 0   | 0  | 0 | 0  | 0  | 6   | 0   |    |
| Gimnasia y Esgrima Argentina |               |               |     |    |   |    |    |     |     |    |
| 1ª | 2014          | 16            | 2   | 1  | 0 | 2  | 0  | 17  | 2   |    |
| 1ª | 2015          | 29            | 3   | 3  | 0 | —  | —  | 32  | 3   |    |
| Total club | Total club    | 45            | 5   | 4  | 0 | 0  | 0  | 49  | 5   |    |
| Querétaro · México |               |               |     |    |   |    |    |     |     |    |
| 1ª | 2019          | 3             | 0   | —  | — | —  | —  | 3   | 0   |    |
| Total club | Total club    | 3             | 0   | 0  | 0 | 0  | 0  | 3   | 0   |    |
| Tijuana · México |               |               |     |    |   |    |    |     |     |    |
| 1ª | 2019-20       | 3             | 0   | 3  | 0 | 0  | 0  | 6   | 0   |    |
| Total club | Total club    | 3             | 0   | 3  | 0 | 0  | 0  | 6   | 0   |    |
| Olimpia Paraguay |               |               |     |    |   |    |    |     |     |    |
| 1ª | 2020          | 15            | 1   | 0  | 0 | 2  | 0  | 17  | 1   |    |
| Total club | Total club    | 15            | 1   | 0  | 0 | 2  | 0  | 17  | 1   |    |
| Total carrera | Total carrera | Total carrera | 234 | 19 | 7 | 0  | 36 | 1   | 277 | 20 |
| (1) Incluye datos de Copa México (2019-Act.). (2) Incluye datos de Copa Libertadores (2011-18); Copa Sudamericana (2012-18). (3) No incluye goles en partidos amistosos. |               |               |     |    |   |    |    |     |     |    |

## Palmarés

### Campeonatos nacionales
| Título          | Club          | País     | Año  |
| --------------- | ------------- | -------- | ---- |
| Torneo Apertura | Cerro Porteño | Paraguay | 2012 |
| Torneo Clausura | Cerro Porteño | Paraguay | 2017 |
| Torneo Clausura | Olimpia       | Paraguay | 2020 |